# Šarengrad
Šarengrad – wieś w Chorwacji, w żupanii vukowarsko-srijemskiej, w mieście Ilok. W 2011 roku liczyła 528 mieszkańców.